# Bom khinh khí cầu Fu-Go
Fu-Go (ふ号[兵器] fugō [heiki], n.đ. "[Binh khí] hiệu 'Fu'") là một loại bom khinh khí cầu không người lái được Nhật Bản chế tạo để tấn công phá hoại Hoa Kỳ trong Chiến tranh Thế giới thứ hai. Loại vũ khí này bao gồm một quả bóng giấy chứa khí hydro có đường kính 10 m (33 ft), giá gắn bom gây cháy nặng 5 kg (11 lb) hoặc một quả bom nổ mạnh chống người nặng 15 kg (33 lb). Những quả khí cầu này sẽ được thả từ Nhật Bản, di chuyển tự do qua Thái Bình Dương tới Bắc Mỹ bằng một hệ thống phản lực ở độ cao lớn, và sử dụng một hệ thống dằn bằng bao cát để giữ thăng bằng cho mỗi quả khinh khí cầu. Mục đích chính của loại bom này là tạo ra những đám cháy rừng quy mô lớn ở Bắc Mỹ và gieo mầm hoảng loạn trong lòng nước Mỹ.
Từ tháng 11 năm 1944 tới tháng 4 năm 1945, Lục quân Đế quốc Nhật Bản đã phóng tổng cộng khoảng 9.300 quả bom khinh khí cầu từ vùng biển Honshu, và khoảng 300 quả đã được tìm hoặc quan sát thấy ở Canada, Hoa Kỳ và Mexico. Các quả bom này được cho là không hiệu quả trong việc tạo ra các đám cháy rừng do điều kiện thời tiết ẩm ở Bắc Mỹ, và không có vụ cháy rừng nào gây ra bởi những quả Fu-Go trong chiến tranh. Vào ngày 5 tháng 5 năm 1945, một quả Fu-Go đã phát nổ gần thị trấn Bly, Oregon khiến sáu thường dân thiệt mạng, thương vong duy nhất của người Mỹ ở lục địa Hoa Kỳ trong Chiến tranh Thế giới thứ hai. Các nhà chức trách Mỹ đã ra lệnh cho báo chí không đưa tin về những vụ nổ để ngăn không cho người Nhật biết rằng các vũ khí thử nghiệm của họ trên thực tế đã bay đến được nước Mỹ, do đó, người Nhật không thể biết được kết quả của các cuộc tấn công trên. Bom khinh khí cầu Fu-Go được cho là hệ thống vũ khí liên lục địa đầu tiên trên thế giới, trước khi các loại tên lửa liên lục địa được ra đời.

## Bối cảnh
Bom khinh khí cầu được phát triển bởi Viện Nghiên cứu Kỹ thuật số 9 (Viện Noborito) của Lục quân Đế quốc Nhật Bản, cơ quan chịu trách nhiệm thiết kế chế tạo các loại vũ khí đặc biệt. Vào năm 1933, Trung tướng Tada Reikichi cho bắt đầu một chương trình thử nghiệm bom khinh khí cầu tại Viện Noborito, được gọi là Fu-Go. Fu-Go ban đầu gồm một quả khí cầu chứa đầy hydro, có đường kính 4 m (13 ft) và một cầu chì hẹn giờ, có khả năng mang bom và di chuyển được tối đa 70 dặm (110 km). Tuy nhiên, dự án không đạt được kết quả khả thi và phải ngừng lại vào năm 1935.
Sau cuộc không kích Doolittle vào tháng 4 năm 1942, với việc máy bay ném bom Mỹ bất ngờ tấn công đảo quốc Nhật Bản, Bộ Tổng tư lệnh Đế quốc đã chỉ đạo Viện Noborito nghiên cứu và phát triển một loại vũ khí có khả năng ném bom chống lại Hoa Kỳ. Vào mùa hè năm 1942, Viện Noborito đã đưa ra một số đề xuất, bao gồm các loại máy bay ném bom tầm xa có khả năng thực hiện các chuyến xuất kích một chiều từ Nhật Bản đến các thành phố ở Bờ Tây Hoa Kỳ, và thủy phi cơ nhỏ mang bom có thể phóng từ tàu ngầm. Ngày 9 tháng 9 năm 1942, một thủy phi cơ Yokosuka E14Y của Chuẩn úy Fujita Nobuo được phóng từ tàu ngầm I-25 ở ngoài khơi Oregon, Hoa Kỳ. Fujita đã bay vào sâu bên trong địa phận bang Oregon, và thả hai quả bom cháy xuống Rừng Quốc gia Siskiyou nhằm tạo ra các đám cháy rừng lớn trước khi quay trở về I-25 an toàn. Tuy nhiên, đội kiểm lâm Mỹ đã phát hiện ra chiếc máy bay từ sớm, nên các đám cháy nhanh chóng được họ xử lý. Chương trình thủy phi cơ này sau đó đã bị Hải quân Đế quốc hủy bỏ.
Cũng trong tháng 9 năm 1942, Thiếu tướng Kusaba Sueki, cấp dưới của Trung tướng Tada trong thời gian thực hiện chương trình bom khinh khí cầu vào những năm 1930, được luân chuyển về Viện Noborito và ông đã cho tái khởi động chương trình Fu-Go, lần này tập trung vào các chuyến bay dài hơn. Cuộc không kích ở Oregon dù không đạt được các kết quả chiến lược đề ra, nhưng đã chứng minh được tiềm năng sử dụng các khinh khí cầu không người lái chi phí thấp để tạo ra các đám cháy rừng quy mô lớn. Căn cứ theo các báo cáo phỏng vấn của Hoa Kỳ với các nhà chức trách Nhật Bản sau chiến tranh, các chiến dịch phá hoại bằng bom khinh khí cầu được thực hiện "hầu như chỉ dành cho mục đích tuyên truyền trong nước" và các nhà lãnh đạo của Lục quân Đế quốc Nhật Bản không mấy kỳ vọng về sự hiệu quả của nó.

## Thiết kế và phát triển
Vào tháng 3 năm 1, nhóm của Kusaba đã phát triển một loại khinh khí cầu dài 6,1 m (20 ft) và có khả năng leo đến độ cao 7.600 mét (24.900 ft) trong tối đa 30 giờ. Những quả bóng này được làm từ bốn đến năm lớp giấy Hòa Thị (washi) mỏng, một loại giấy bền có nguồn gốc từ dướng (kōzo), được dán lại với nhau bằng bột nưa trồng (konnyaku). Quân đội Nhật đã huy động hàng ngàn nữ sinh sơ trung, cao trung trên khắp đất nước vào làm nhiệm vụ ép và dán các tấm vải lại với nhau. Đợt lắp ráp cuối cùng và quá trình kiểm tra bơm phồng khinh khí cầu được tiến hành tại các khu nhà rộng rãi như hội trường sumo, nhà hát và sân khấu âm thanh ở Tokyo. Nhóm của Kusaba ban đầu đề xuất rằng những quả bom nên được thả từ tàu ngầm vào ban đêm, từ địa điểm cách bờ biển Hoa Kỳ khoảng 600 dặm (970 km) để các khí cầu có thể bay tới các mục tiêu trong khoảng 10 giờ. Mỗi quả bom được gắn một bộ hẹn giờ để có thể tự động thả quả bom cháy nặng 5 kg (11 lb) vào cuối chặng bay. Hai tàu ngầm I-34 và I-35 đã được huy động để thả 200 quả bom khinh khí cầu vào Hoa Kỳ trong tháng 8 năm 1943, nhưng các nhiệm vụ này sau đã bị hoãn lại do nhu cầu sử dụng tàu ngầm để vận chuyển vũ khí và lương thực ở khu vực Nam Thái Bình Dương.
Các kỹ sư Nhật tiếp tục nghiên cứu tính khả thi của việc phóng khinh khí cầu từ đất liền Nhật Bản về Hoa Kỳ qua một khoảng cách ít nhất là 9.700 km (6.000 mi). Họ đã tìm cách tận dụng các luồng gió thổi nhanh theo mùa từ tây sang đông, ngày nay được gọi là dòng tia, để giúp đẩy những quả khinh khí cầu từ Nhật Bản ở độ cao lớn. Các luồng hải lưu đã được nhà khoa học Nhật Bản Ōishi Wasaburō nghiên cứu vào những năm 1920; vào cuối năm 1943, Lục quân Đế quốc đã tham khảo ý kiến của nhà nghiên cứu Arakawa Hidetoshi công tác tại Trạm quan trắc Khí tượng Trung ương, người đã sử dụng dữ liệu của Ōishi để ngoại suy các luồng khí trên Thái Bình Dương. Arakawa ước tính rằng một nếu thả quả bom khinh khí cầu vào mùa đông và duy trì ở độ cao 9.100–10.700 m (29.900–35.100 ft) thì chúng sẽ bay đến được lục địa Bắc Mỹ trong vòng 30 đến 100 giờ. Nghiên cứu của Arakawa còn phát hiện ra rằng những cơn gió mạnh nhất xuất hiện từ khoảng tháng 11 tới tháng 3 có thể đạt tốc độ tới gần 200 mph (320 km/h).

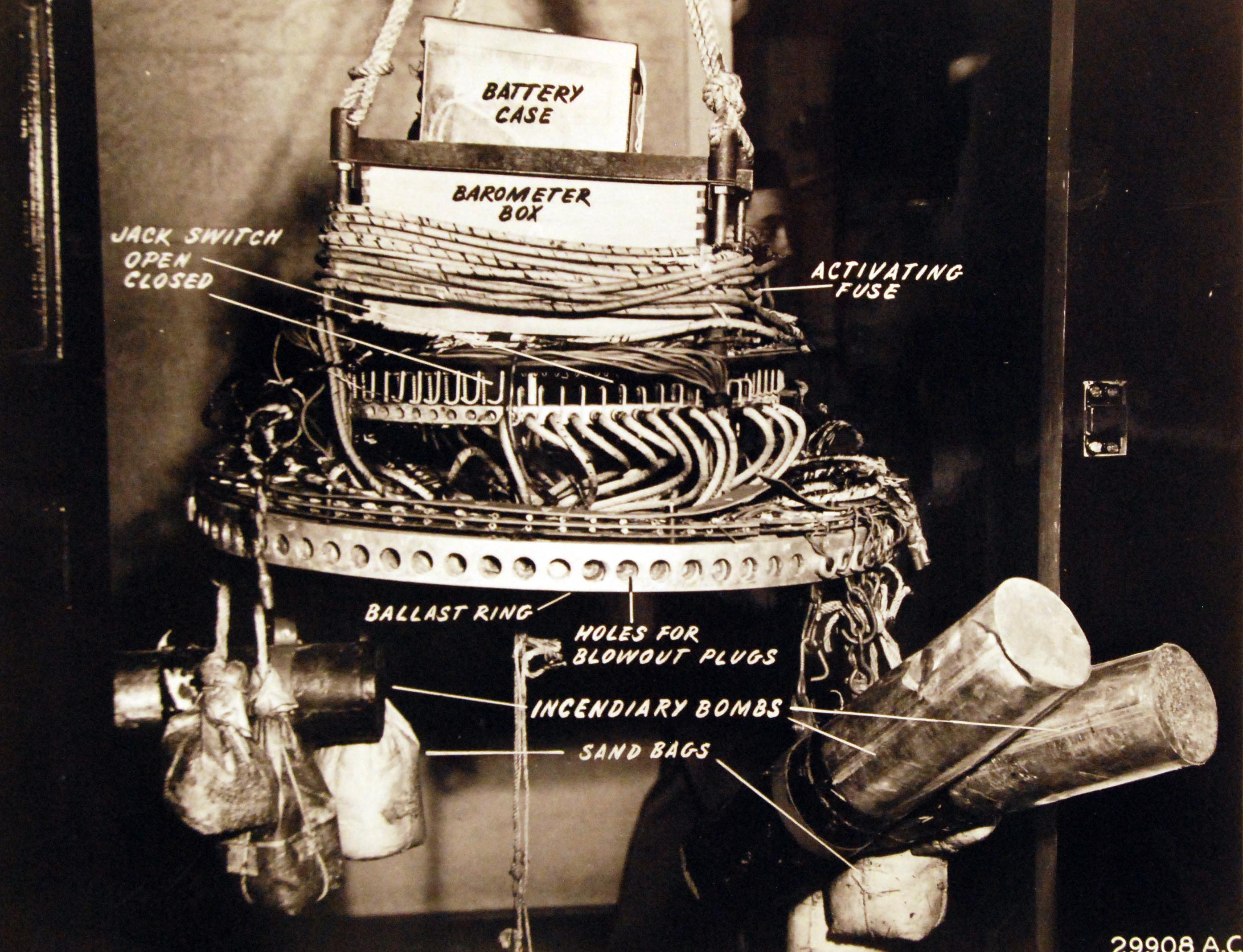
Giá treo của Fu-Go, bao gồm ắc quy, cầu chì, chấn lưu, mạch điện, hệ thống dằn và bom
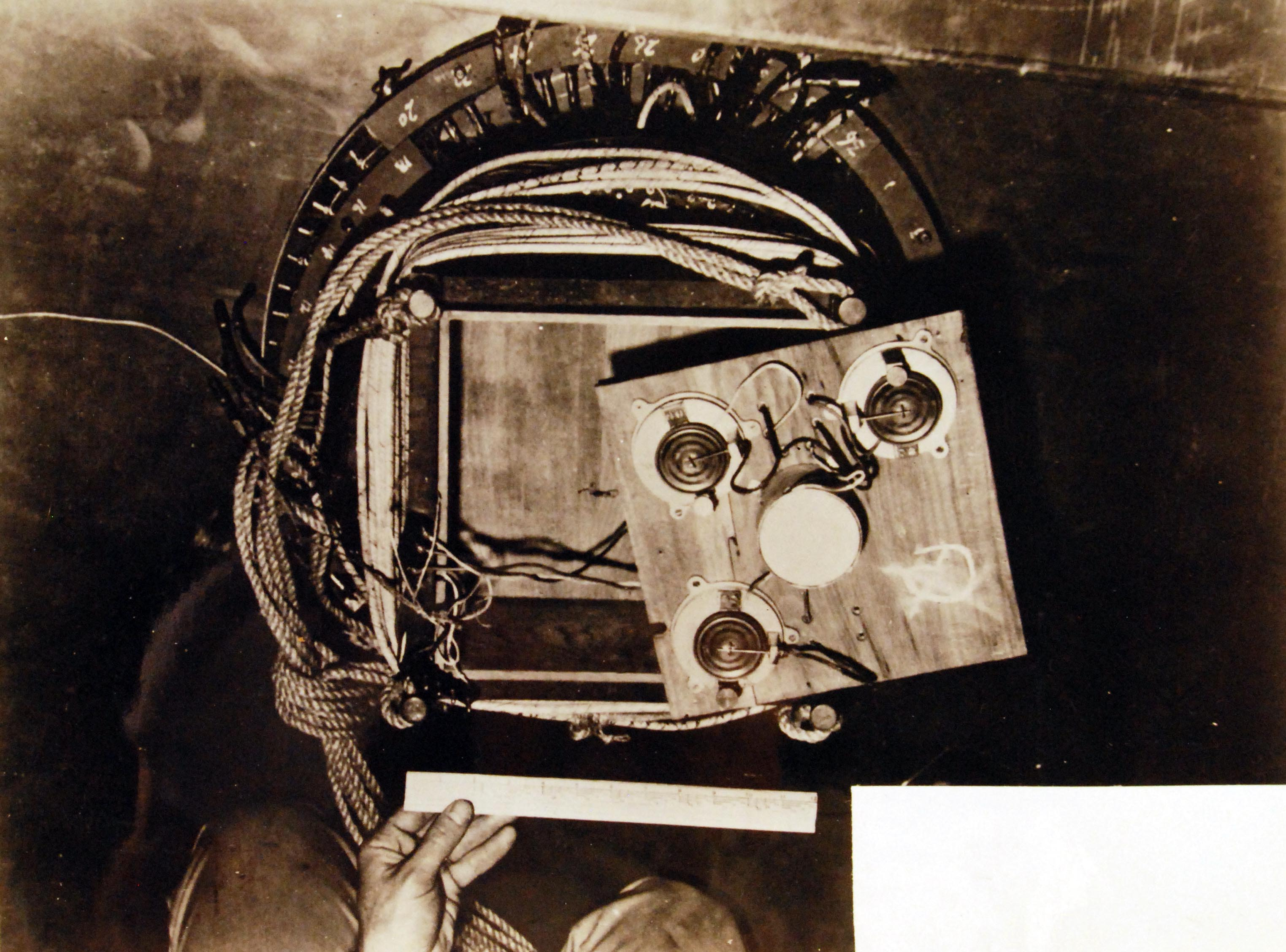
Giá treo nhìn từ bên trên, với hệ thống áp kế đã bị tháo bỏ
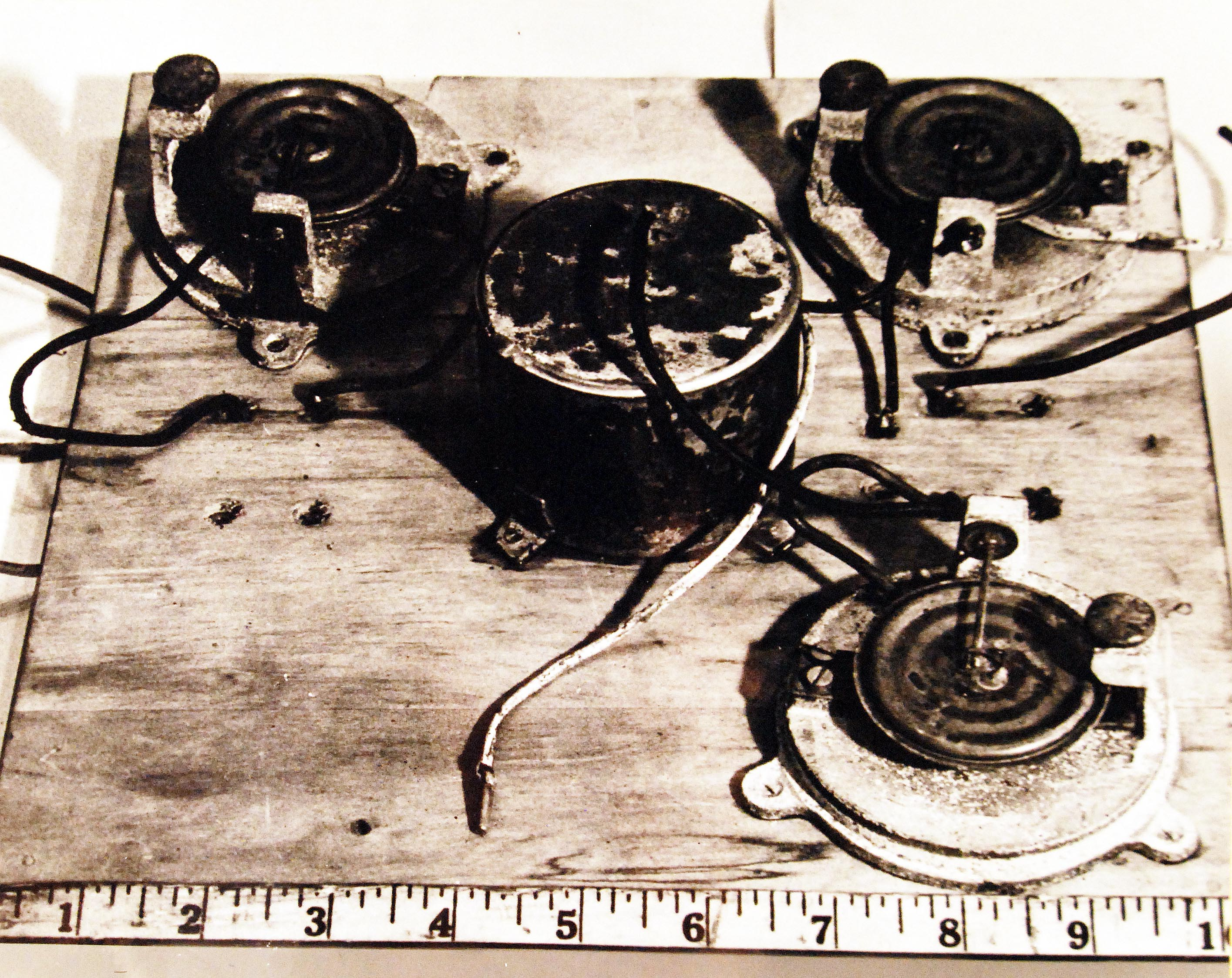
Bộ điều chỉnh độ cao, bao gồm một áp kế trung tâm (chính) và ba áp kế dự phòng
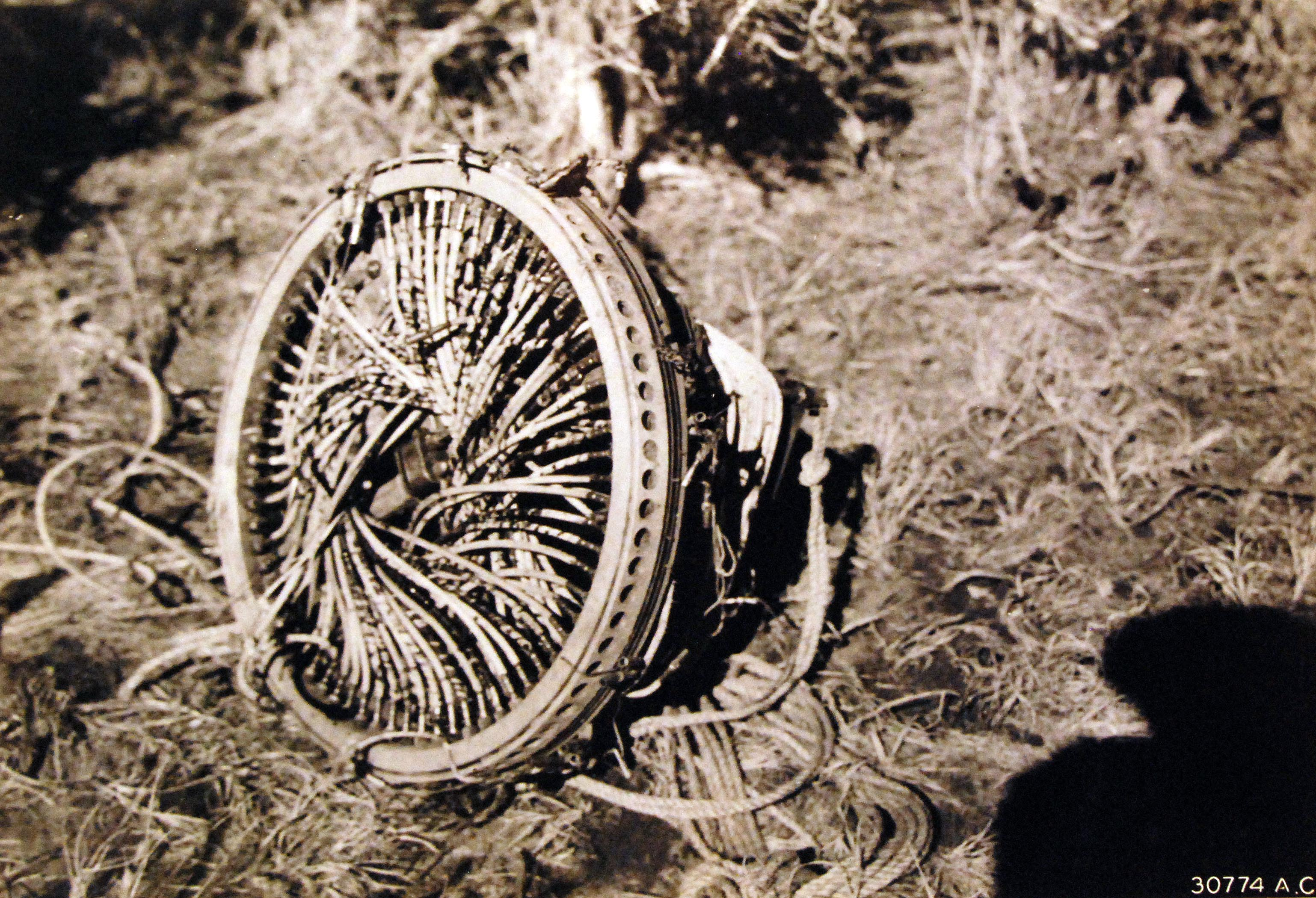
Giá treo nhìn từ bên dưới, bao gồm hệ thống dây và bộ ngòi nổ tự hủy của Fu-Go
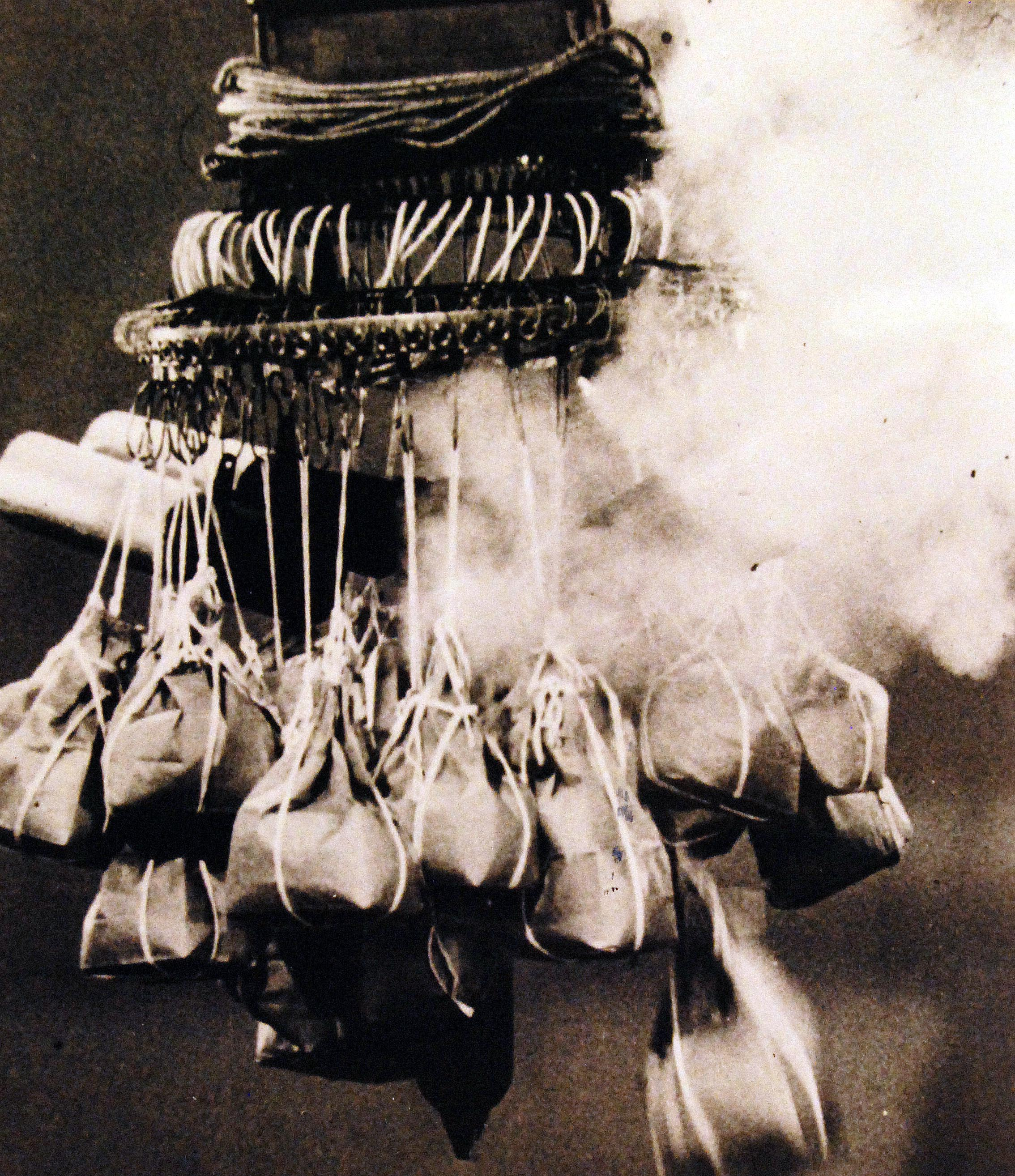
Quy trình cắt bao cát khỏi "bánh xe" của Fu-Go

Việc thay đổi mức áp suất trong một quả bóng có thể tích cố định đã tạo ra những thách thức kỹ thuật với kỹ sư Nhật Bản. Vào ban ngày, sức nóng của Mặt Trời sẽ làm tăng áp suất, khiến những quả khinh khí cầu bay lên cao hơn các luồng không khí hoặc vỡ tung. Do đó, một van giảm áp đã được lắp thêm vào hệ thống động cơ để cho phép khí thoát ra bên ngoài khi áp suất bên trong lớp vỏ tăng quá mức cho phép. Vào ban đêm, nhiệt độ thấp sẽ khiến các quả khinh khí cầu không thể bay lên được khu vực có các luồng gió mạnh. Để giải quyết vấn đề trên, các kỹ sư đã phát triển một hệ thống dằn phức tạp với 32 bao cát gắn xung quanh một cái bánh xe bằng nhôm đúc, mỗi bao cát được gắn vào một lỗ chứa thuốc súng ở trên bánh xe, và liên kết với một bộ ba áp kế dự phòng được hiệu chỉnh ở độ cao khoảng 7.600–8.200 m (24.900–26.900 ft). Khi khinh khí cầu hạ độ cao xuống dưới 9.000 m, áp kế sẽ giúp kích nổ các lỗ chứa thuốc súng để cắt các bao cát khỏi bánh xe. Thêm một máy đo độ cao riêng biệt đã được hiệu chỉnh ở độ cao 4.000–6.100 m (13.100–20.000 ft) để kiểm soát việc thả bom sau đó. Một hệ thống tự hủy cũng được gắn vào khinh khí cầu, một ngòi nổi ba phút sẽ được kích hoạt khi quả bom cuối cùng được thả khỏi giá treo, nhằm đốt cháy một khối đựng axit picric và phá hủy giá treo, nối tiếp là một ngòi nổ kéo dài 82 phút sẽ đốt cháy toàn bộ quả khinh khí cầu và khí hydro bên trong đó.

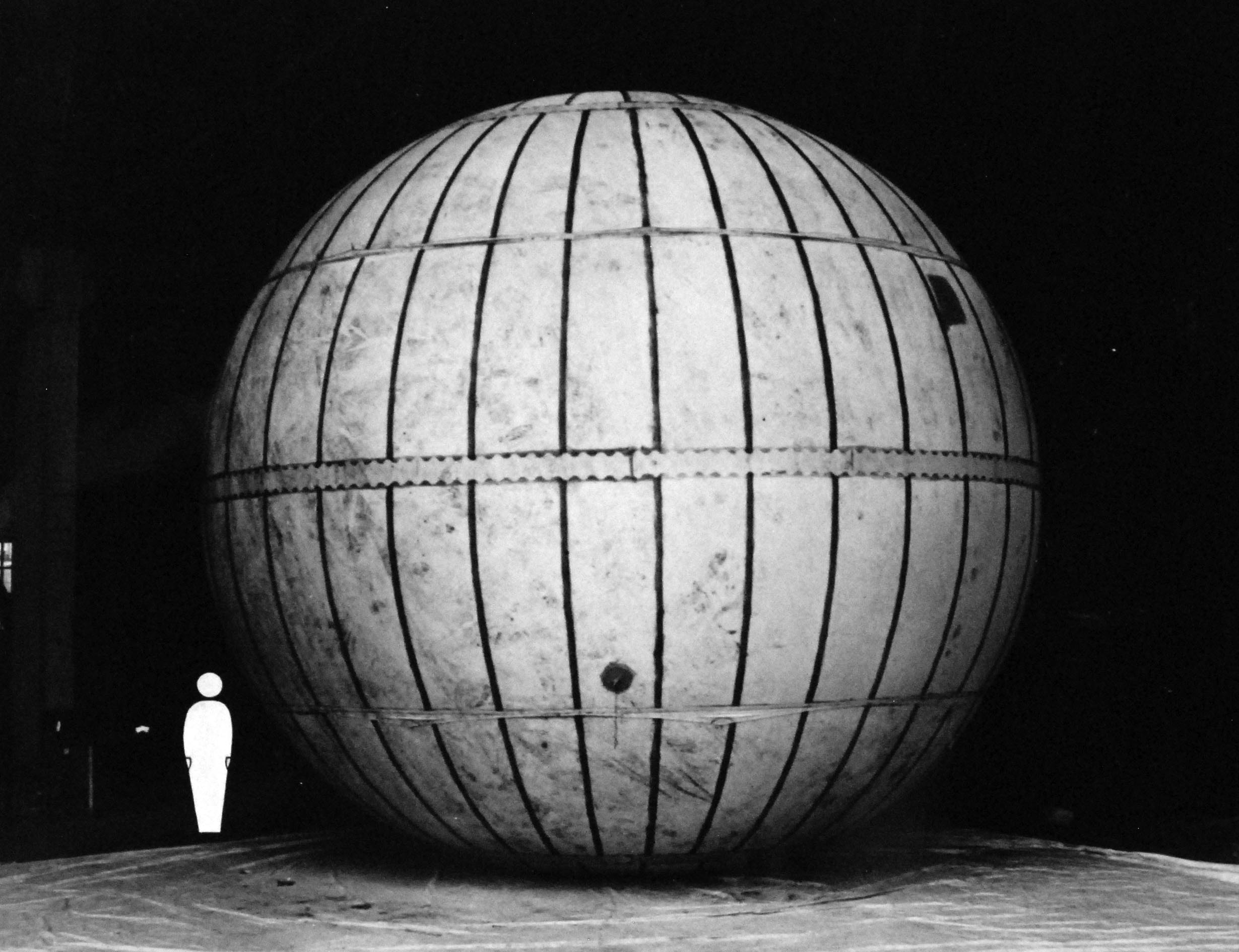
Kích cỡ quả khinh khí cầu bom Kiểu B, so với kích thước tiêu chuẩn của con người

Cuối năm 1942, Bộ Tổng tư lệnh Đế quốc đã chỉ đạo Hải quân Đế quốc nghiên cứu và phát triển chương trình bom khinh khí cầu của riêng họ, song song với dự án của Lục quân. Thiếu tá Tanaka Kiyoshi và nhóm nghiên cứu của ông đã thiết kế được một loại bom khinh khí cầu bằng lụa cao su dài 9,1 m (30 ft), được đặt tên là Kiểu B (Type B). Lụa sẽ giúp tạo ra một lớp vỏ mềm dẻo hơn và có thể thích nghi được với sự thay đổi về áp suất. Mẫu thiết kế bắt đầu được thử nghiệm vào tháng 8 năm 1944, nhưng quả khinh khí cầu đã nổ tung khi lên được độ nhất định, và nguyên nhân vụ nổ xuất phát từ các đường khâu nối cao su bị lỗi. Chương trình này sau đó được hợp nhất với bên Lục quân, một phần do nguồn cung cao su ngày càng bị cắt giảm vào giai đoạn cuối của cuộc chiến. Khinh khí cầu Kiểu B sau được áp dụng hệ thống dằn của Kiểu A và trong buổi thử nghiệm ngày 2 tháng 11 năm 1944, một quả khinh khí cầu không mang bom đã bay thành công đến đất Mỹ. Đây là quả khi cầu đầu tiên bay được đến lục địa Bắc Mỹ, và nó được tìm thấy ở ngoài khơi San Pedro, California, vào ngày 4 tháng 11.
Thông số kỹ thuật cuối cùng của mẫu khinh khí cầu Lục quân - được đặt tên là Kiểu A (Type A), có đường kính 10 m (33 ft), thể tích khí đạt 540 m3 (19.000 ft khối) và có sức nâng lên đến 140 kg (310 lb) ở độ cao yêu cầu. Loại vũ khí và bom được trang bị cho những quả khinh khí cầu này thường là:
- Bốn quả bom gây cháy nhiệt nhôm có trọng lượng 5 kilôgam (11 lb), được gắn vào một ống thép dài 41 cm (16 in), đường kính dài 10 cm (3,9 in) và được lắp đặt ngòi nổ va chạm cơ học.[16]
- Một quả bom nổ mạnh chống người Type 92 có trọng lượng 15 kg (33 lb), kèm theo một khối axit picric hoặc trinitrotoluen được các dây chứa mảnh văng bọc xung quanh.[16]
- Một quả bom cháy Type 97 có trọng lượng 12 kg (26 lb), kèm theo ba thùng magnesi nhiệt nhôm.[16]

## Sử dụng

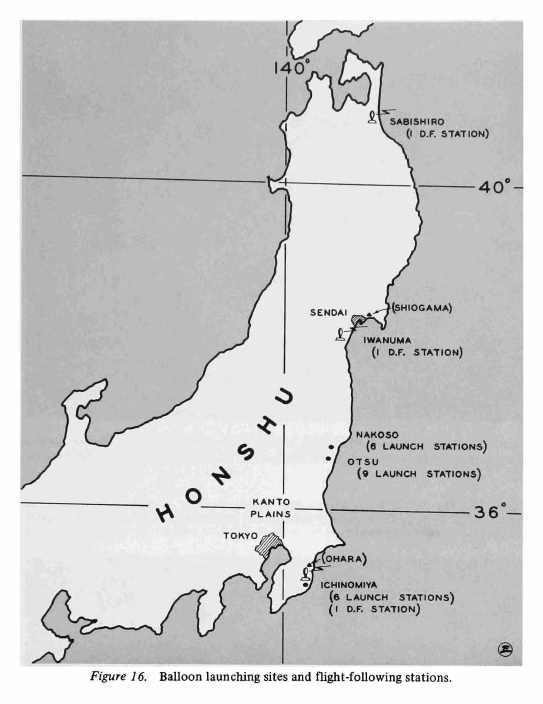
Các khu vực đặt bãi phóng Fu-Go ở đảo Honshu

Ba tiểu đoàn vận hành loại bom khinh khí cầu Kiểu A đã được thành lập để chuẩn bị cho đợt phóng đầu tiên. Tiểu đoàn đầu tiên bao gồm ban chỉ huy và ba đại đội, tổng cộng là 1.500 người, chia đều cho chín bãi phóng ở Kitaibaraki, Ibaraki. Tiểu đoàn thứ hai gồm 700 người chia thành ba đại đội và trực tại sáu bãi phóng ở Ichinomiya, Chiba. Tiểu đoàn thứ ba có 600 người, phân đều cho hai đại đội và chịu trách nhiệm vận hành sáu bãi phóng ở Nakoso, Fukushima. Khu vực Kitaibaraki thì đã có sẵn một nhà máy sản xuất hydro, trong khi các bãi phóng ở Kitaibaraki và Ichinomiya phải sử dụng khí hydro được vận chuyển từ các nhà máy ở ngoại ô Tokyo. Các bãi phóng có thể phóng tổng cộng 200 quả Fu-Go mỗi này, và họ đặt ra mục tiêu 15.000 lượt phóng cho đến tháng 3 năm 1945. Lục quân Nhật ước tính rằng chỉ có 10% số khinh khí cầu sẽ vượt qua được Thái Bình Dương để đến Bắc Mỹ.
Mỗi bệ phóng bao gồm các con vít lớn được khoan xuống đất theo một đường tròn có cùng đường kính với các quả khinh khí cầu. Sau khi quả khinh khí cầu được móc vào vít, khoảng 230 m3 (8.100 ft khối) khí hydro sẽ được bơm vào quả bóng thông qua các đường ống dẫn mềm, sau đó dùng dây néo buộc chặt lại và tháo móc ra khỏi các con vít. Giá mang bom sẽ được buộc vào quả khinh khí cầu bằng các sợi dây dù, sau đó họ sẽ tháo dây néo ra. Mỗi bệ phóng yêu cầu khoảng 30 người và sẽ mất khoảng 30 phút tới một tiếng để lắp đặt xong quả Fu-Go, tùy thuộc vào sức gió xung quanh. Thời điểm thích hợp nhất để phóng các quả Fu-Go là khi các khu vực áp suất cao đã tan và trước khi xuất hiện các cơn gió biển vào lúc mặt trời mọc. Điều kiện thuận lợi như vậy chỉ xuất hiện từ ba đến năm ngày mỗi tuần, tổng cộng khoảng 50 ngày trong suốt mùa đông, khi mà vận tốc của dòng tia đạt mức cực đại.
Những quả Fu-Go đầu tiên được phóng vào ngày 3 tháng 11 năm 1944. Một vài quả khinh khí cầu được gắn thiết bị vô tuyến thay vì bom để các trạm dò hướng vô tuyến có thể theo dõi được lộ trình của các quả khinh khí cầu. Hai tuần sau khi một quả bom Kiểu B được phát hiện ở San Pedro, một quả Kiểu A đã được tìm thấy ở ngoài khơi Kailua, Hawaii, vào ngày 14 tháng 11. Thêm nhiều quả nữa được tìm thấy ở gần Thermopolis, Wyoming, vào ngày 6 tháng 12 (các nhân chứng báo cáo đã nghe thấy một vụ nổ, và hố bom được phát hiện không lâu sau đó) và gần Kalispell, Montana, vào ngày 11 tháng 12, theo đó là ở các khu vực Marshall và Holy Cross ở Alaska, và Estacada, Oregon, vào cuối tháng 12. Các nhà chức trách Hoa Kỳ đã tuyên bố tình trạng báo động cao độ, và lực lượng kiểm lâm được giao nhiệm vụ tìm kiếm, báo cáo các khu vực khinh khí cầu hạ cánh và thu hồi các bằng chứng liên quan. Các quả Fu-Go tiếp tục được tìm thấy ở nhiều nơi khác dọc Bắc Mỹ, có quả còn nguyên vẹn hoặc chỉ còn các mảnh vụn, như các tiểu bang Alaska, Arizona, California, Colorado, Hawaii, Idaho, Iowa, Kansas, Michigan, Montana, Nebraska, Nevada, North Dakota, Oregon, South Dakota, Texas, Utah, Washington, và Wyoming của Hoa Kỳ; các tỉnh bang Alberta, British Columbia, Manitoba, Saskatchewan, Các Lãnh thổ Tây Bắc và Yukon của Canada; bang Baja California Norte và Sonora của Mexico; cùng nhiều quả khác ở ngoài khơi. Đến tháng 8 năm 1945, Lục quân Hoa Kỳ báo cáo ghi nhận 285 vụ việc liên quan đến các quả khinh khí cầu bom của Nhật Bản (28 vụ vào tháng 1, 54 vụ vào tháng 2, 114 vụ vào tháng 3, 42 vụ vào tháng 4, 16 vụ vào tháng 5, 17 vụ vào tháng 6, 14 vụ vào tháng 7).

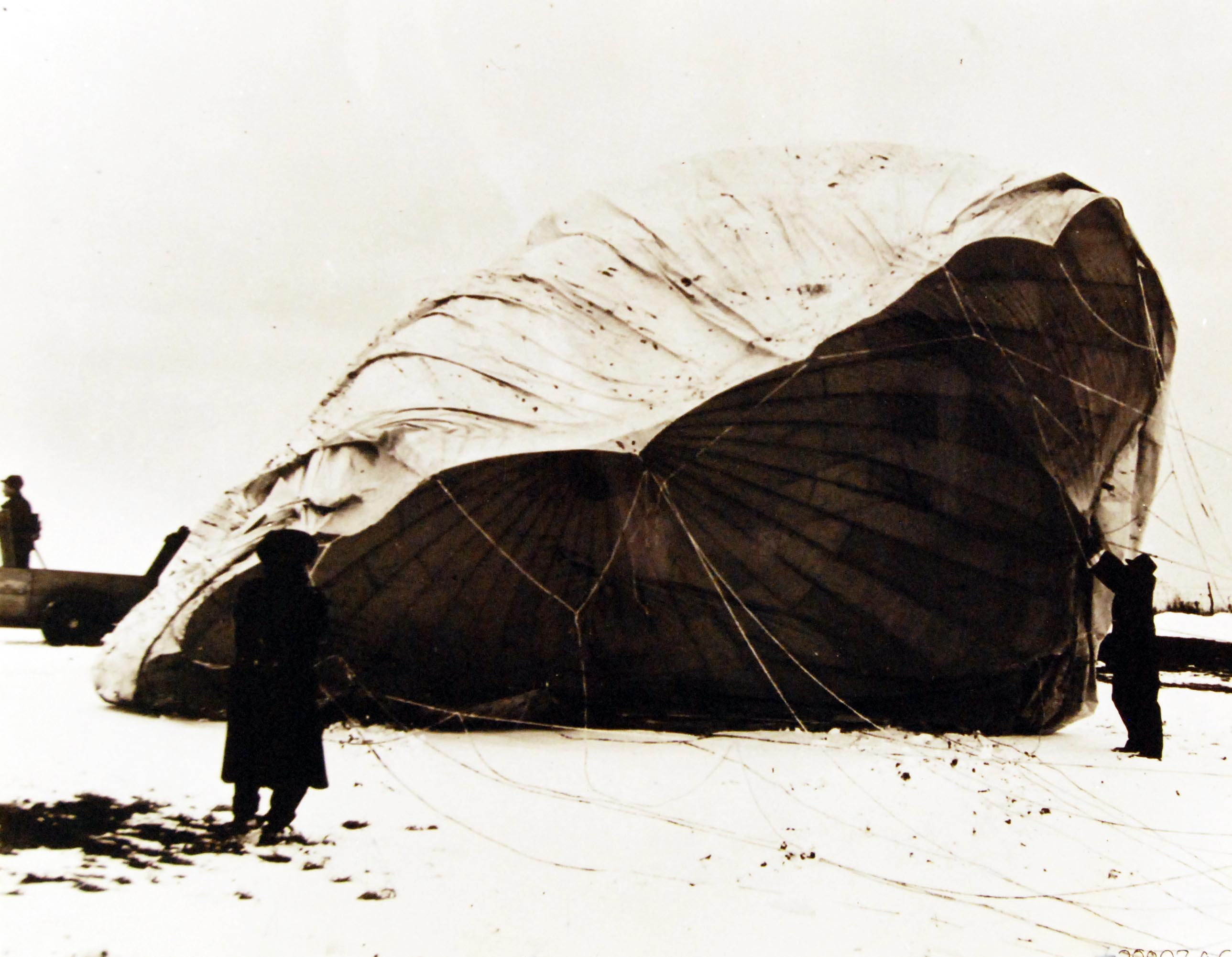
Một quả Fu-Go được tìm thấy gần Bigelow, Kansas, vào ngày 23 tháng 2 năm 1945
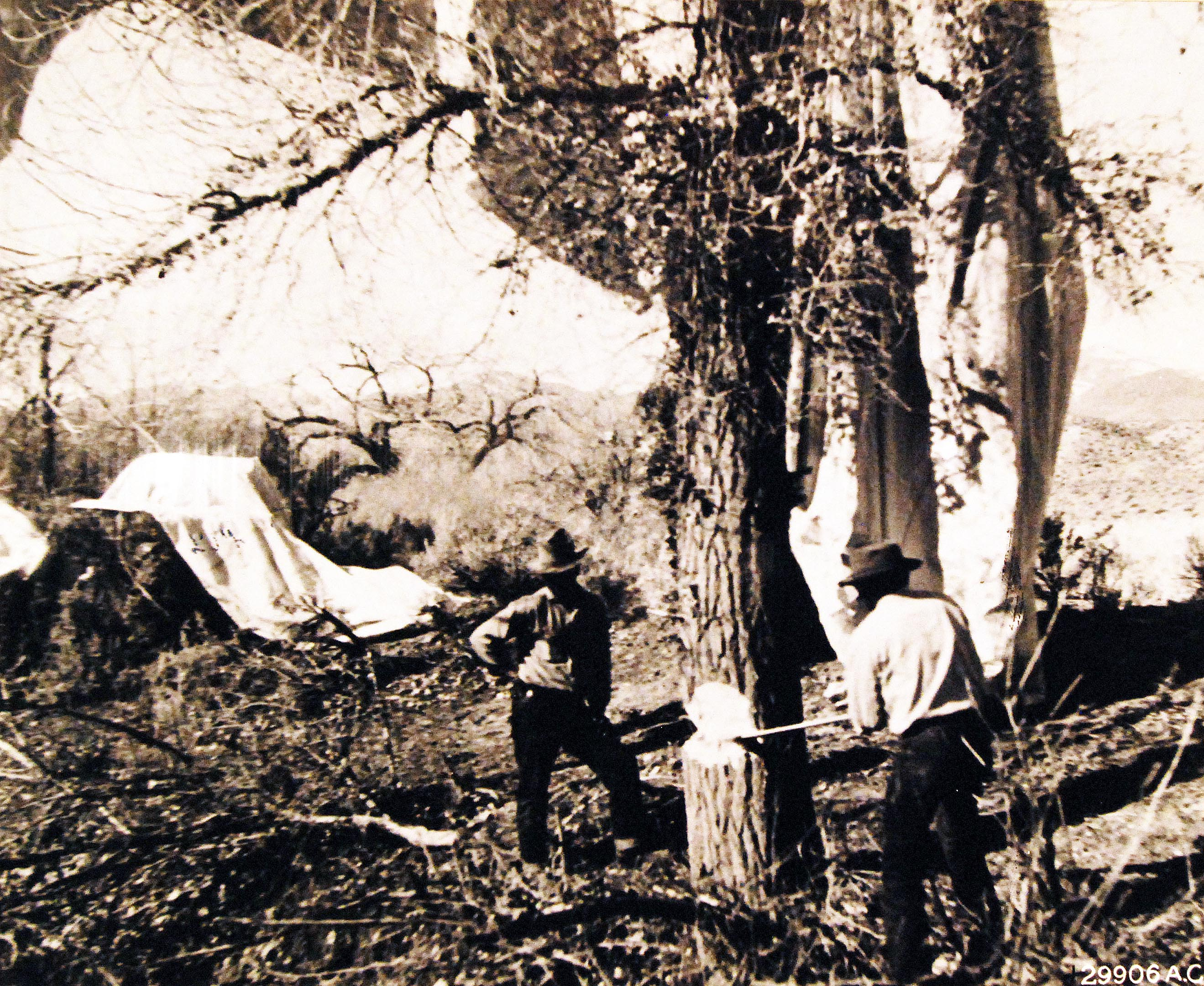
Một quả Fu-Go được tìm thấy gần Nixon, Nevada, ngày 29 tháng 3 năm 1945
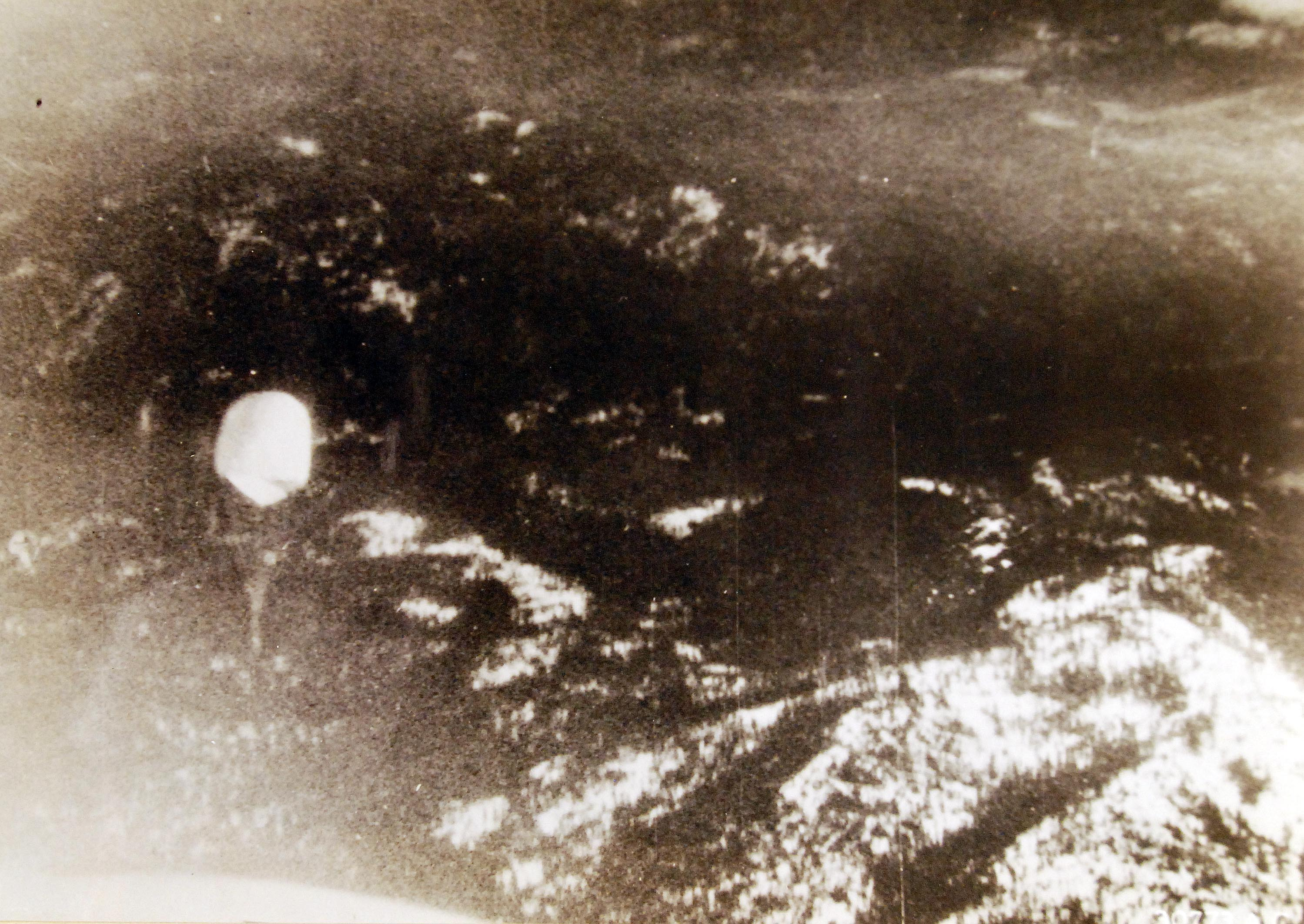
Bom Fu-Go được máy bay Mỹ phát hiện trên không phận Hoa Kỳ
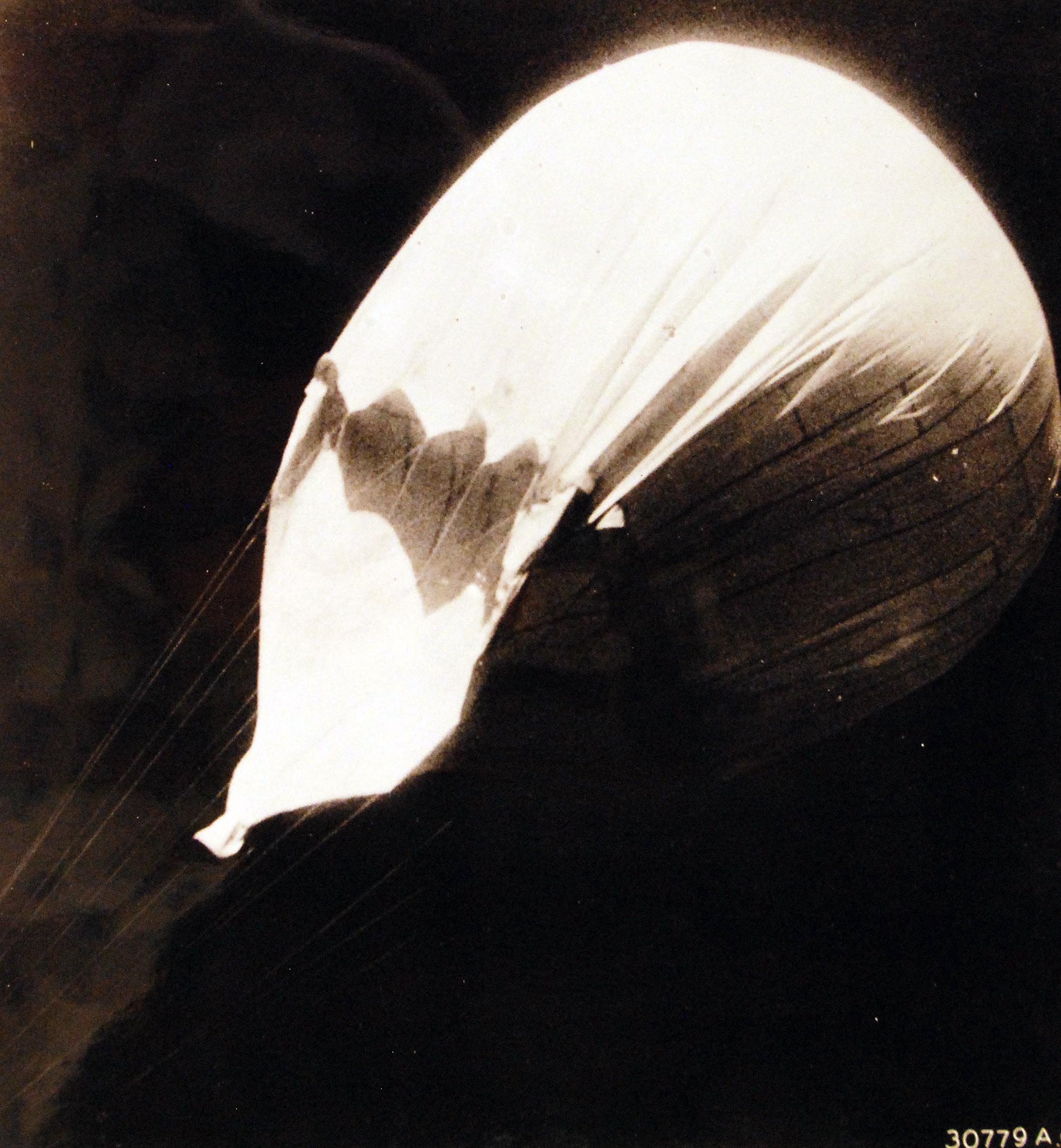
Bom Fu-Go được chụp lại từ một máy bay trinh sát Bell P-63 Kingcobra

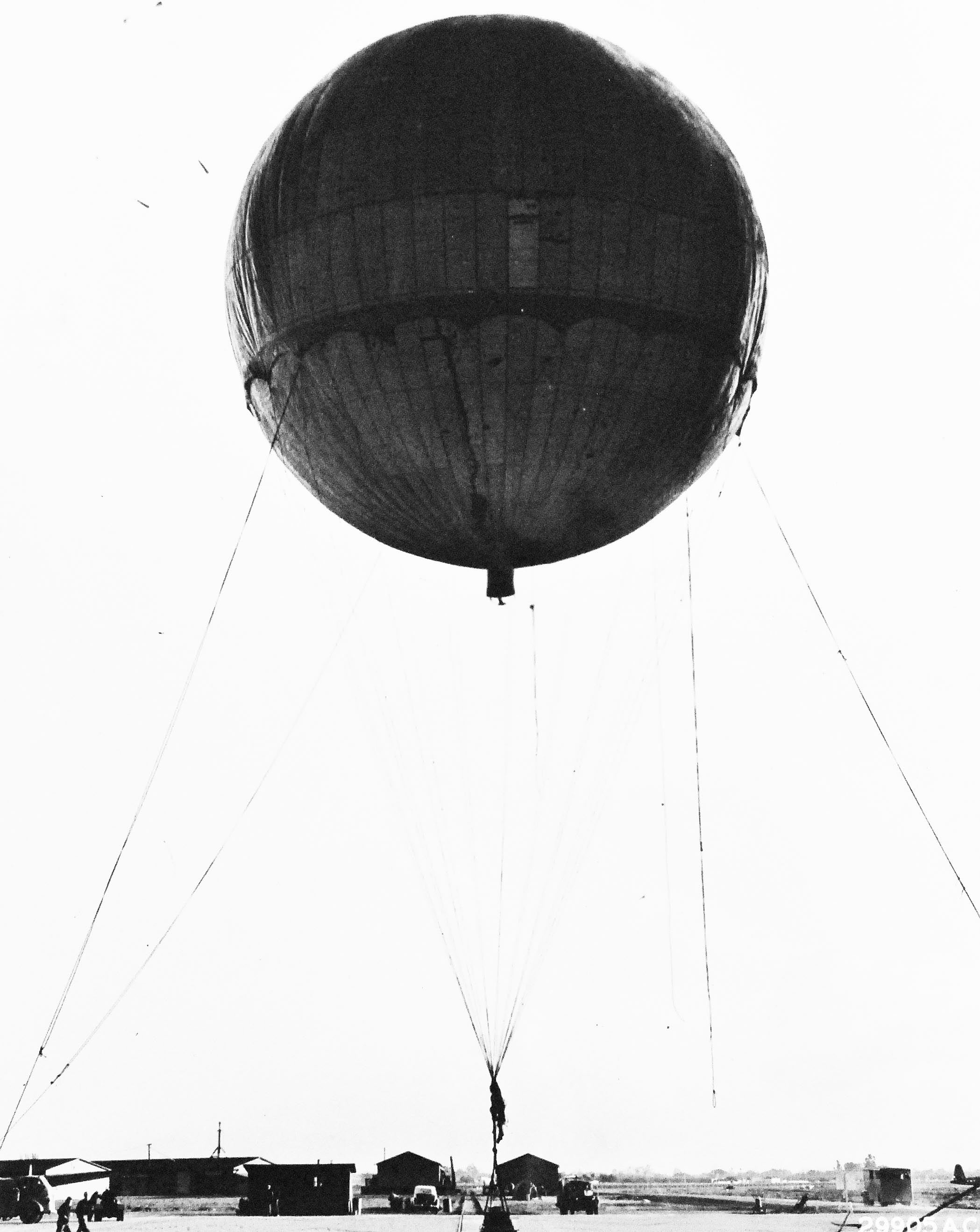
Một quả bom khinh khí cầu được bơm căng trở lại ở Căn cứ Moffett. Quả Fu-Go này được thu hồi ở Alturas, California, vào ngày 10 tháng 1 năm 1945.

Hầu hết các kế hoạch phòng thủ của Hoa Kỳ chỉ được tiến hành toàn diện sau khi người Nhật ngừng tấn công bằng Fu-Go vào tháng 4 năm 1945. Để đối phó với nguy cơ cháy rừng ở Tây Bắc Thái Bình Dương trong những tháng mùa hè, Bộ Tư lệnh Phòng thủ Phía Tây (WDC), Không lực 4 và Bộ Tư lệnh Quân lực số 9 đã cho triển khai Dự án Firefly (Firefly Project), huy động một số lượng lớn máy bay Stinson L-5 Sentinel và Douglas C-47 Skytrain cùng 2.700 binh sĩ, trong đó có 200 lính dù da màu từ Tiểu đoàn Bộ binh Nhảy dù 555. Lục quân Hoa Kỳ cũng ủy quyền cho Cục Kiểm lâm Hoa Kỳ trong việc điều phối, thống nhất hoạt động phòng cháy chữa cháy giữa các cơ quan liên bang và tiểu bang, đồng thời phát triển dịch vụ chữa cháy có sử dụng các đơn vị, trang thiết bị và chiến thuật của quân đội. Trong Dự án Lightning của WDC, các quan chức y tế và nông nghiệp, bác sĩ thú y và tổ chức 4-H được hướng dẫn báo cáo lại bất kỳ loại bệnh mới nào đối với cây trồng hoặc vật nuôi gây ra bởi các cuộc chiến tranh sinh học tiềm tàng. Nhiều loại thuốc tẩy, khử hóa chất đã được vận chuyển tới những điểm quan trọng ở các bang phía tây, nhưng cuối cùng cũng không được sử dụng đến. Mặc dù chiến tranh sinh học là một vấn đề gây nhiều quan ngại trong nhiều tháng, nhưng các kế hoạch chống chiến tranh sinh học của WDC đã không được chính thức hóa và triển khai toàn diện cho đến tháng 7 năm 1945. Dự án Lightning còn có một nhiệm vụ con là "Arrow," với mục tiêu chính là vận chuyển nhanh chóng các loại khinh khí cầu bom Fu-Go thu hồi được tới các phòng nghiên cứu của Trung tâm Tình báo Kỹ thuật Hàng không ở Washington, D.C., để phân tích về mặt sinh học. Một cuộc điều tra của Hoa Kỳ sau chiến tranh đã kết luận rằng, người Nhật chưa bao giờ lên kế hoạch hoặc ý tưởng về việc sử dụng vũ khí sinh học, hóa học cho những quả khinh khí cầu Fu-Go.

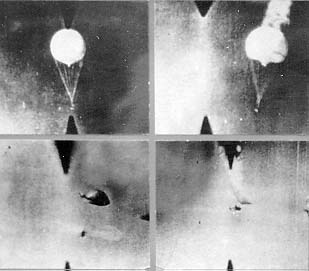
Chùm ảnh ghi lại quá trình bắn hạ một quả Fu-Go của máy bay tiêm kích P-38 Lightning ở không phận đảo Attu, thuộc Quần đảo Aleutian của tiểu bang Alaska, ngày 13 tháng 4 năm 1945

Các đơn vị tiêm kích của Hải quân và Không lực Lục quân đã tiến hành nhiều đợt xuất kích để đánh chặn những quả khinh khí cầu bom, nhưng đạt được rất ít thành công do các báo cáo quan sát thiếu chính xác, thời tiết xấu hoặc các quả Fu-Go vẫn còn bay ở độ cao rất lớn. Chỉ có 20 quả Fu-Go bị các phi công Hoa Kỳ và Canada bắn hạ. Hệ thống quan sát của Mỹ cũng thu được 95 tín hiệu đáng ngờ từ các quả Fu-Go mang máy vô tuyến, nhưng điều này không giúp ích được nhiều do có rất ít quả Fu-Go mang máy vô tuyến, và các tín hiệu trên yếu dần khi chúng bay đến gần các cột do thám. Các thí nghiệm xác định hệ số phản xạ radar của các quả Fu-Go được thu hồi và phục hồi vào tháng 2 năm 1945 cũng không đạt được nhiều kết quả. Không lực 4 đã bắt đầu Dự án Sunset vào tháng 4 vầ đi vào hoạt động toàn diện vào tháng 6 năm 1945, với mục tiêu tìm kiếm và phát hiện các quả khinh khí cầu bằng radar đặt tại vùng duyên hải ở tiểu bang Washington. Tuy vậy, họ không bắt được bất kỳ tín hiệu nào và dự án bị hủy bỏ vào đầu tháng 8.
Ban đầu, chỉ có vài quan chức chính phủ của Hoa Kỳ tin rằng các quả khinh khí cầu này được thả trực tiêp từ Nhật Bản. Lúc đầu, có nhiều giả thuyết suy đoán các quả Fu-Go được phóng từ các trại tù binh chiến tranh Đức hoặc các trại giam tập trung người Mỹ gốc Nhật ở Mỹ. Sau khi thu hồi được những quả bom đầu tiên, nhiều người phỏng đoán chúng được phóng từ tàu ngầm Nhật Bản ở ngoài khơi Hoa Kỳ. Những mẫu cát và khoáng chất thu được từ những quả Fu-Go đã được Đơn vị Địa chất Quân sự thuộc Cục Khảo sát Địa chất Hoa Kỳ nghiên cứu kỹ lưỡng. Họ kết luận rằng nguồn gốc của những mẫu cát trên đến từ Nhật Bản, cụ thể là vùng Shiogama, Miyagi hoặc ít khả năng hơn là vùng Ichinomiya, Chiba. Những bức ảnh trinh sát tại khu vực Shiogama vào tháng 5 năm 1945 cũng cho thấy một vài chi tiết bị nhầm lẫn thành những quả khinh khí cầu và khả năng cao là một bãi phóng đặt ở bãi biển.

### Kiểm duyệt thông tin

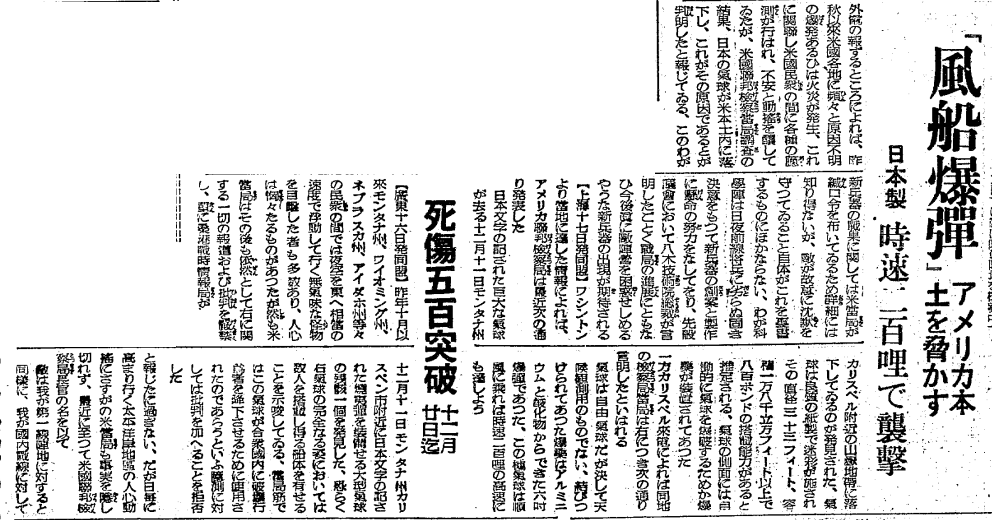
Một bài báo của Nhật Bản về thiệt hại do bom khinh khí cầu Fu-Go gây ra ở Lục địa Hoa Kỳ, tháng 2 năm 1945

Ngày 4 tháng 1 năm 1945, Văn phòng Kiểm duyệt Hoa Kỳ đã gửi một bản ghi mật tới các biên tập viên tờ báo và đài phát thanh, yêu cầu họ không được công khai tất cả các thông tin về những quả bom khinh khí cầu Fu-Go. Các thông tin về Fu-Go được giữ kín và hiệu quả đến mức trong một bản ghi mật khác được gửi vào ba tháng sau, Văn phòng Kiểm duyệt đã tuyên dương đó là một sự hợp tác "tuyệt vời" và rằng "việc các bạn từ chối công bố và phát đi những thông tin về quả khinh khí cầu này đã cản trở người Nhật, khiến họ bối rối, khó chịu và là một đóng góp an trọng cho an ninh quốc gia." Lục quân Đế quốc Nhật Bản chỉ biết về kết quả của các cuộc tấn công khinh khí tại Kalispell, Montana, thông qua một bài báo trên tờ Đại Công báo của Trung Quốc ngày 18 tháng 12 năm 1944. Vụ việc ở Kalispell đã được Western News, một tờ báo tuần được xuất bản ở Libby, Montana, đưa tin vào ngày 14 tháng 12 năm 1944. Sự kiện trên được đăng tải một lần nữa trong các ấn bản ngày 1 tháng 1 năm 1945 của tờ Time và Newsweek, cũng như trên trang nhất của ấn bản ngày 2 tháng 1 của tờ The Oregonian ở Portland, Oregon, trước khi được Văn phòng Kiểm duyệt gửi bản ghi mật. Từ giữa tháng 2 năm 1945, bộ máy tuyên truyền của Nhật Bản bắt đầu phát đi hàng loạt thông báo sai sự thật rằng đã có nhiều vụ hỏa hoạn lớn và khiến công chúng Mỹ hoảng sợ, đồng thời tuyên bố thương vong do những quả Fu-Go gây ra đã lên đến hàng trăm hoặc hàng nghìn người.
Cuối tháng 2 năm 1945, một sự cố an ninh đã xảy ra khi Dân biểu Arthur L. Miller của Hạ viện Hoa Kỳ vô tình nhắc đến những quả khinh khí cầu trong một chuyên mục thông tin hàng tuần mà ông thường xuyên gửi đến 91 tờ báo ở Khu vực 4 của tiểu bang Nebraska, trong đó có đoạn: "Trong một nỗ lực tuyệt vọng cuối cùng, quân Nhật có thể đang thả những quả bóng bay gây cháy vào những khu rừng lớn của chúng ta ở phía tây bắc." Văn phòng tình báo của Bộ tư lện Quân lực 7 ở Omaha đã phải liên hệ tới các biên tập viên của tất cả 91 tờ báo để yêu cầu họ kiểm duyệt lại thông tin, và đã ngăn lại thành công. Vào cuối tháng 3, hãng thông tấn United Press (UP) đã viết một bài báo chi tiết về những quả khinh khí cầu trước khi chuyển tới các văn phòng xuất bản ở Hoa Kỳ. Báo cáo của Lục quân Hoa Kỳ ghi lại rằng vụ vi phạm này bao gồm "rất nhiều chi tiết máy móc về thứ đó, bên cạnh đó là một câu chuyện kinh dị." Các nhà kiểm duyệt đã liên hệ tới UP, và được trả lời rằng bài báo vẫn chưa được in ra, và toàn bộ năm bản sao đã được thu hồi để tiêu hủy. Các nhà điều tra sau xác định được rằng thông tin trên bắt nguồn từ cuộc họp giao ban với các nhà lập pháp bang Colorado, và đã bị rò rỉ ra ngoài trong một phiên họp mở.
Vào cuối tháng 4, các nhà kiểm duyệt bắt đầu điều tra bộ truyện tranh nổi tiếng toàn quốc là Tim Tyler's Luck của Lyman Young, do bộ truyện có vẽ phân cảnh thủy thủ đoàn của một tàu ngầm Hoa Kỳ đi thu hồi một quả khinh khí cầu Nhật Bản. Trong những tập truyện tiếp theo, nhân vật chính của truyện đã chiến đấu với những con quái vật dây leo được mọc ra từ những hạt giống mà quả khinh khí cầu mang theo, được tạo ra bởi một người làm vườn xấu xa Nhật Bản. Một bộ truyện tranh khác, Smilin' Jack của Zack Mosley, còn có cảnh một chiếc máy bay đâm vào một quả bóng bay của Nhật Bản và phát nổ, trước khi bốc cháy và rơi xuống đất. Dù vậy, Văn phòng Kiểm duyệt quyết định việc kiểm duyệt chuyên mục truyện tranh này là không cần thiết.

### Sự kiện ngày 5 tháng 5

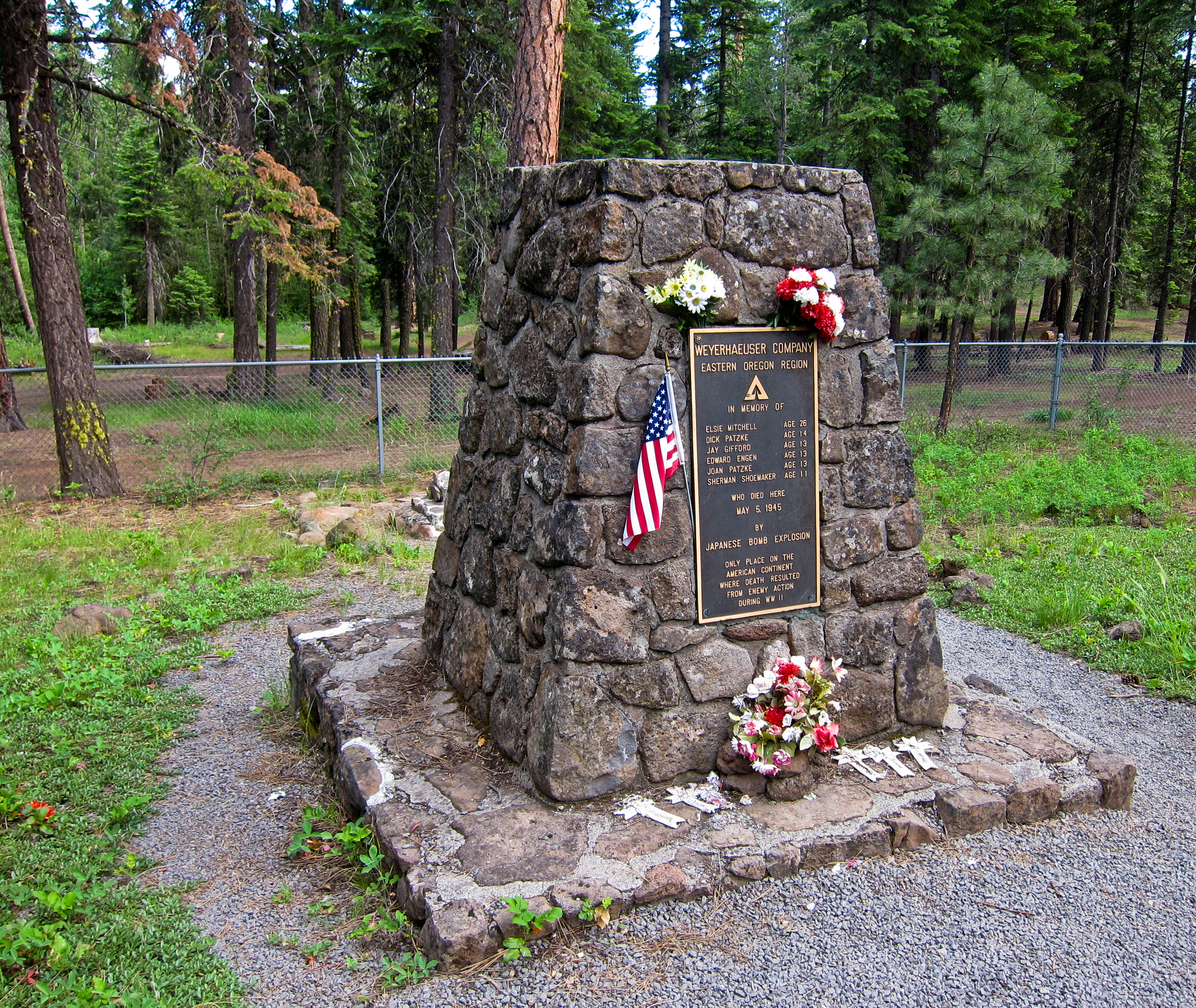
Đài tưởng niệm Mitchell

Ngày 5 tháng 5 năm 1945, sáu thường dân đã thiệt mạng ở một cánh rừng gần thị trấn Bly, Oregon, sau khi phát hiện ra một trong những quả khinh khí cầu Fu-Go ở Rừng Quốc gia Fremont. Đây là những thường dân Mỹ đầu tiên và duy nhất thiệt mạng bởi hỏa lực của phe Trục ở lục địa Bắc Mỹ trong Chiến tranh Thế giới thứ hai. Mục sư Archie Mitchell và vợ Elsie đang mang thai năm tháng, cùng với năm đứa trẻ là học sinh trường Chúa Nhật, đã tham gia buổi cắm trại ngoài trời ở khu rừng trên núi Gearhart. Khi Mitchell đang lấy đồ ra khỏi xe, Elsie và những đứa trẻ phát hiện ra một quả khinh khí cầu gắn một giá thuốc nổ nằm trên mặt đất. Một vụ nổ lớn xảy ra, cướp đinh sinh mạng của bốn đứa trẻ là Edward Engen (13 tuổi), Jay Gifford (13 tuổi), Dick Patzke (14 tuổi), và Sherman Shoemaker (11 tuổi). Elsie và Joan Patzke (13 tuổi) sống sót qua vụ nổ nhưng không qua khỏi vì vết thương quá nặng. Cuộc điều tra của Lục quân Hoa Kỳ đã kết luận rằng quả bom có thể đã bị đá vào hoặc bị đáp đi sau hơn một tháng nằm nguyên vẹn trên mặt đất. Ngày 22 tháng 5, việc kiểm duyệt thông tin báo chí được xóa bỏ để giúp công chúng Hoa Kỳ cảnh giác hơn về mối đe dọa của những quả khinh khí cầu bom.
Một đài tưởng niệm, Đài tưởng niệm Mitchell, đã được xây dựng tại nơi diễn ra vụ tai nạn thương tâm vào năm 1950, và được đặt trong Khu giải trí Mitchell. Nơi này được công nhận là một địa danh lịch sử trong Sổ bộ Địa danh Lịch sử Quốc gia Hoa Kỳ vào năm 2003. Một cây thông Ponderosa ở gần địa điểm trên vẫn còn mang những vết sẹo trên thân do trúng mảnh văng của quả bom. Năm 1987, một hội phụ nữ Nhật Bản, những người từng tham gia sản xuất khinh khí cầu Fu-Go khi còn là nữ sinh, đã trao tặng 1.000 con hạc giấy cho gia đình nạn nhân như một biểu tượng của hòa bình và hàn gắn vết thương chiến tranh. Sáu cây hoa anh đào đã được trồng tại Khu Mitchell vào năm 1995, nhân dịp kỷ niệm 50 năm sự kiện trên.

## Từ bỏ và kết quả
Đến giữa tháng 4 năm 1945, Nhật Bản không còn đủ tài nguyên vật liệu để duy trì việc sản xuất khinh khí cầu bom, khi cả nguồn cung giấy và khí hydro đều ở mức rất thấp. Ngoài ra, vì sự kiểm duyệt thông tin chặt chẽ của Hoa Kỳ nên Lục quân Đế quốc Nhật Bản không nắm bắt rõ được kết quả của các đợt phóng Fu-Go của họ. Chiến dịch phóng Fu-Go sau đó được tạm dừng, và người Nhật không có ý định tiếp tục dù các luồng tia đã mạnh trở lại vào mùa thu năm 1945. Quả Fu-Go cuối cùng được phóng vào ngày 20 tháng 4, nâng tổng số khinh khí cầu bom được người Nhật sử dụng lên đến 9.300 quả (khoảng 700 quả vào tháng 11 năm 1944, 1.200 quả vào tháng 12 năm 1944, 2.000 quả vào tháng 1 năm 1945, 2.500 quả vào tháng 2, 2.500 quả vào tháng 3 và khoảng 400 quả vào tháng 4). Chỉ có khoảng 300 quả Fu-Go đã được phát hiện hoặc tìm thấy ở Bắc Mỹ. Bom khinh khí cầu Fu-Go được coi là hệ thống vũ khí đầu tiên trong lịch sử có tầm bắn xuyên lục địa, một sự phát triển quan trọng trong chiến tranh, theo sau đó là sự ra đời của tên lửa đạn đạo liên lục địa (ICBM) đầu tiên trên thế giới, R-7 "Семёрка" của Liên Xô, vào năm 1957.
Theo báo cáo của Hoa Kỳ, chỉ có "một hoặc hai" đám cháy cỏ nhỏ được cho là do bom khinh khí cầu gây ra. Như các quan chức của Lục quân Đế quốc Nhật bản dự đoán được, việc phóng các quả Fu-Go vào mùa đông và mùa xuân đã làm hạn chế khả năng tạo các đám cháy do lượng mưa cao ở khu vực Tây Bắc ven biển Thái Bình Dương, cùng với đó là các khu rừng ở Bắc Mỹ thường bị tuyết bao phủ hoặc quá ẩm ướt để bắt lửa. Ngoài ra, phần lớn khu vực miền tây Hoa Kỳ ghi nhận được lượng mưa cao một cách bất thường vào năm 1945, với một số khu vực ghi nhận được lượng mưa từ 10–25 cm (3,9–9,8 in) nhiều hơn bất kỳ năm nào khác trong thập kỷ. Thiệt hại nghiêm trọng nhất gây ra bởi bom Fu-Go là vào ngày 10 tháng 3 năm 1945, khi một quả khinh khí cầu bom bay về vùng Toppenish, Washington và va chạm với đường dây điện cao thế. Sự cố này đã gây ra hiện tượng đoản mạch và khiến Công trường Công binh Hanford (HEW) của Dự án Manhattan bị mất điện, cùng với ba lò phản ứng hạt nhân phải dừng hoạt động. Nguồn điện nhanh chóng được khôi phục lại nhờ vào hệ thống phát điện dự phòng, nhưng người Mỹ phải mất đến ba ngày để có thể khôi phục các lò phản ứng hạt nhân làm giàu plutoni về công suất hoạt động ban đầu. Plutoni sản xuất tại đây sau được sử dụng để làm lõi cho quả bom nguyên tử "Fat Man," được thả xuống Nagasaki vào ngày 9 tháng 8 năm 1945.

## Sau chiến tranh
Toàn bộ hồ sơ, ghi chép của Nhật Bản về dự án Fu-Go đã bị phá hủy theo chỉ thị ngày 15 tháng 8 năm 1945, ngày Nhật Bản tuyên bố đầu hàng vô điều kiện. Do đó, cuộc phỏng vấn với Trung tá Kunitake Terato và Thiếu tá Inouye đã trở thành nguồn thông tin duy nhất về nội dung, các mục tiêu của dự án đối với các nhà điều tra Hoa Kỳ. Thông tin thu được từ cuộc phỏng vấn đã được tổng hợp lại trong bộ báo cáo gồm năm tập, bởi một nhóm nghiên cứu do Karl T. Compton (Văn phòng Nghiên cứu và Phát triển Khoa học) và Edward L. Moreland (Viện Công nghệ Massachusetts) lãnh đạo, trước khi được đề trình lên Tổng thống Harry S. Truman.
Các quả khinh khí cầu tiếp tục được tìm thấy ở nhiều nơi nhiều năm sau chiến tranh. Ít nhất tám quả đã được tìm thấy vào những năm 1940, ba quả vào những năm 1950, hai quả vào giai đoạn năm 1960 và một quả vào những năm 1970. Năm 2014, một giá treo gắn bom đã được tìm thấy ở Lumby, British Columbia và được đội xử lý bom mìn của Hải quân Hoàng gia Canada tiến hành hủy nổ. Thêm một quả Fu-Go nữa được tìm thấy tại McBride, British Columbia vào năm 2019. Các hiện vật liên quan đến khinh khí cầu Fu-Go hiện đang được trưng bày tại nhiều bảo tàng chiến tranh ở Hoa Kỳ và Canada, bao gồm Bảo tàng Chiến tranh Canada và Bảo tàng Hàng không và Vũ trụ Quốc gia Smithsonian.